# Episodi de I Puffi (serie animata 2021) (seconda stagione)
La seconda stagione della serie animata I Puffi è stata trasmessa tra il 2022 e il 2023.
I primi otto episodi sono stati trasmessi in prima visione in inglese su Nickelodeon dal 18 al 28 luglio 2022. La trasmissione in francese è iniziata il 29 agosto 2022 su "La Trois", che dal successivo 2 settembre, ha trasmesso tutti i restanti episodi inediti a partire dal nono, fino al 24 gennaio 2023. Alcuni episodi sono stati trasmessi in prima visione in lingua francese sul canale svizzero RTS Un e sul canale francese TF1. L'edizione italiana viene trasmessa in prima visione su Nick Jr. dal 10 ottobre 2022.
| Nº | Nº | Titolo originale                                   | Titolo italiano                 | Prima TV francese | Prima TV italiana |
| -- | -- | -------------------------------------------------- | ------------------------------- | ----------------- | ----------------- |
| 1  | 4  | Où est mon gyroschtroumpf?                         | Il rotopuffolo smarrito         | 29 agosto 2022    | 11 ottobre 2022   |
| 2  | 8  | Le Schtroumpf Cambrioleur                          | C'è un ladro in mezzo a noi!    | 29 agosto 2022    | 13 ottobre 2022   |
| 3  | 2  | Un peu de savoir-schtroumpf!                       | La nuova fata della natura      | 30 agosto 2022    | 10 ottobre 2022   |
| 4  | 3  | Le Schtroumpf Sauvage s'incruste                   | Un ospite invadente             | 30 agosto 2022    | 11 ottobre 2022   |
| 5  | 5  | Le Schtroumpf tout court                           | Il talento di Chissà            | 31 agosto 2022    | 12 ottobre 2022   |
| 6  | 7  | Pas touche à l'artiste!                            | Il capolavoro di Pittore        | 31 agosto 2022    | 13 ottobre 2022   |
| 7  | 6  | Chef oui chef                                      | Puffosì, signore!               | 1º settembre 2022 | 12 ottobre 2022   |
| 8  | 1  | Souriez, vous êtes schtroumpfés!                   | La Puffo-Flash                  | 1º settembre 2022 | 10 ottobre 2022   |
| 9  | 9  | Un admirateur encombrant - Partie 1                | Il gigante innamorato - Parte 1 | 2 settembre 2022  | 14 ottobre 2022   |
| 10 | 10 | Un admirateur encombrant - Partie 2                | Il gigante innamorato - Parte 2 | 2 settembre 2022  | 14 ottobre 2022   |
| 11 | 11 | Le stage d'observaschtroumpf                       | Lezioni di natura               | 5 settembre 2022  | 12 dicembre 2022  |
| 12 | 15 | Gargamel en bave!                                  | Pozione "lumacone"              | 5 settembre 2022  | 14 dicembre 2022  |
| 13 | 14 | Les deux bêtas font la paire                       | Senza cervello                  | 6 settembre 2022  | 13 dicembre 2022  |
| 14 | 16 | Bouton d'Or se met au vert                         | Una casa per Bocciolina         | 6 settembre 2022  | 14 dicembre 2022  |
| 15 | 20 | La Schtroumpfette en fait trop!                    | Puffozionismo                   | 7 settembre 2022  | 16 dicembre 2022  |
| 16 | 12 | Okidoki!                                           | Lo faccio subito!               | 7 settembre 2022  | 12 dicembre 2022  |
| 17 | 19 | Il faut guérir le Schtroumpf Timide!               | La forza della timidezza        | 8 settembre 2022  | 16 dicembre 2022  |
| 18 | 18 | Soufflé n'est pas jouer!                           | L'eroe del sufflé               | 8 settembre 2022  | 15 dicembre 2022  |
| 19 | 13 | Duel magique chez les Schtroumpfs                  | Duello di magia                 | 9 settembre 2022  | 13 dicembre 2022  |
| 20 | 17 | Schtroumpfez-nous de là!                           | Puffi in trappola               | 9 settembre 2022  | 15 dicembre 2022  |
| 21 | 21 | L'envol du Grand Schtroumpf                        | La follia di Grande Puffo       | 9 settembre 2022  | 19 dicembre 2022  |
| 22 | 22 | Le portrait volé                                   | Il ritratto della gelosia       | 12 settembre 2022 | 19 dicembre 2022  |
| 23 | 26 | Chat perdu                                         | Una Birba per amica             | 12 settembre 2022 | 21 dicembre 2022  |
| 24 | 24 | Le Schtroumpf Gourou                               | Baby sensei                     | 13 settembre 2022 | 20 dicembre 2022  |
| 25 | 25 | La citrouille magique                              | Un Puffo da paura               | 13 settembre 2022 | 21 dicembre 2022  |
| 26 | 23 | Le Schtroumpf Star                                 | Puffo superstar                 | 14 settembre 2022 | 20 dicembre 2022  |
| 27 | 27 | Le fantôme du Grand Grand Schtroumpf               | Fantasmi                        | 30 ottobre 2022   | 13 marzo 2023     |
| 28 | 33 | Escargots en grève!                                | Lumache in sciopero             | 8 novembre 2022   | 16 marzo 2023     |
| 29 | 32 | Ne réveillez pas un sorcier qui dort!              | Nessuno svegli Gargamella!      | 1º novembre 2022  | 15 marzo 2023     |
| 30 | 29 | Le rallye de la citrouille                         | Il rally della zucca            | 30 ottobre 2022   | 14 marzo 2023     |
| 31 | 31 | Le Schtroumpf Tricheur                             | Morsi e rimorsi                 | 9 novembre 2022   | 15 marzo 2023     |
| 32 | 37 | La machine à schtroumpfer dans le temps - Partie 1 | Ripuffo al futuro - Parte 1     | 31 dicembre 2022  | 5 giugno 2023     |
| 33 | 38 | La machine à schtroumpfer dans le temps - Partie 2 | Ripuffo al futuro - Parte 2     | 31 dicembre 2022  | 5 giugno 2023     |
| 34 | 30 | Rock'n Schtroumpf                                  | Rock and Roll, Puffi!           | 10 novembre 2022  | 14 marzo 2023     |
| 35 | 28 | Gagargamel                                         | La magia dell'amore             | 29 novembre 2022  | 13 marzo 2023     |
| 36 | 40 | Schtroumpfe-moi ton doudou!                        | Amici per la nanna              | 29 novembre 2022  | 6 giugno 2023     |
| 37 | 39 | Le Décoince-schtroumpf                             | Un timido eroe                  | 30 novembre 2022  | 6 giugno 2023     |
| 38 | 47 | Le pari                                            | Scommettiamo?                   | 30 novembre 2022  | 13 giugno 2023    |
| 39 | 41 | Comme un Schtroumpf en pâte!                       | Selvaggio da compagnia          | 1º dicembre 2022  | 7 giugno 2023     |
| 40 | 44 | On ne schtroumpfe pas avec l'amour!                | Sognatore, maestro d'amore      | 22 gennaio 2023   | 8 giugno 2023     |
| 41 | 46 | La salsepapareille                                 | I poteri del salsapariglio      | 7 gennaio 2023    | 12 giugno 2023    |
| 42 | 43 | Le Schtroumpf Maladroit fait son cirque            | Un circo per Tontolone          | 2 dicembre 2022   | 8 giugno 2023     |
| 43 | 42 | Faut qu'ça pousse!                                 | L'equinozio di primavera        | 1º gennaio 2023   | 7 giugno 2023     |
| 44 | 34 | Une salsepareille sans pareille                    | Incantesimo di levitazione      | 20 novembre 2022  | 16 marzo 2023     |
| 45 | 45 | Pompiers un jour, pompiers toujours                | Puffi pompieri                  | 7 dicembre 2022   | 12 giugno 2023    |
| 46 | 35 | Farce attaque!                                     | Di Burlone ce n'è uno           | 4 dicembre 2022   | 17 marzo 2023     |
| 47 | 36 | Le Schtroumpf à molette                            | Fuori di bullone                | 27 novembre 2022  | 17 marzo 2023     |
| 48 | 49 | Il faut schtroumpfer feuille!                      | Il dottor Marmaghella           | 1º gennaio 2023   | 14 giugno 2023    |
| 49 | 52 | Un ami de taille                                   | Un Puffo per amico              | 1º gennaio 2023   | 15 giugno 2023    |
| 50 | 51 | Un Noël schtroumpfant                              | Un puffoso Natale               | 25 dicembre 2022  | 15 giugno 2023    |
| 51 | 50 | Allô, Docteur Schtroumpf?                          | Visita a domicilio              | 24 gennaio 2023   | 14 giugno 2023    |
| 52 | 48 | Gargamel, reine du bal                             | La cugina Gerania               | 24 gennaio 2023   | 13 giugno 2023    |

## La nuova fata della natura
Grande Puffo è preoccupato per l'arrivo di Floria, la nuova fata della natura. Per insegnargli le buone maniere, perciò, Bocciolina e Tempesta lo aiutano, ma senza successo. Quando Floria arriva, all'ora di pranzo, i Puffi iniziano a fare gara di rutti e, inaspettatamente, scoprono che a Floria va bene così.